# 후안피
후안 파블로 아뇨르 아코스타(스페인어: Juan Pablo Añor Acosta, 1994년 1월 24일 ~ )는 후안피(Juanpi)라는 이름으로 잘 알려진 베네수엘라의 축구 선수이며, 현재 수페르리가 엘라다의 파네톨리코스에서 활약하고 있다.
유년 시절 카라카스 유소년 팀에서 활약한 그는 2009년 말라가 유소년 팀과 계약한 이후 스페인으로 건너왔다. 2013-14 시즌에는 리저브 팀으로 성인팀에 데뷔하여 테르세라 디비시온에서 활약하였다. 이후 2014년 8월 29일, 발렌시아와의 경기에서 75분 루이스 알베르토 로메로와 교체되면서 라리가와 1군 대표팀에서 데뷔전을 치렀다.
그의 형 베르나르도 아뇨르 역시 축구 선수이며, 현재 카라카스 FC에서 활약하고 있다.